# Axel Klopprogge
Axel Klopprogge  (* 7. September 1956) ist ein deutscher Fernsehproduzent, Marketing-Manager, Markenberater sowie Entwickler für Radio- und TV-Formate. Er lebt in Shanghai und Assmannshausen am Rhein.

## In der deutschen Musikindustrie
Axel Klopprogge startete seine Karriere als Produzent schon im Alter von 15 Jahren und wurde Ende der 1970er Jahre zum Entwickler und Produzenten der ersten (gecasteten) deutschen Punkband Strassenjungs. Es folgten Produktionen für EMI in den Londoner Abbey Road Studios (Ebony: Fly Fly), danach sein erster Nr.-1-Hit in Österreich (Wilfried: Highdelbeeren). 1981 unterschrieb er einen achtjährigen Exklusiv-Vertrag mit Sony. Klopprogge gilt als Mitbegründer der Neuen Deutschen Welle. 1982 konzeptionierte, textete und komponierte Klopprogge unter anderem Hits wie Ich will Spaß und Kleine Taschenlampe brenn’ für den NDW-Künstler Markus.
1985 gründete er in Frankfurt sein Record- und Video-Studio ARTLAB und produzierte die Gruppe T.X.T. (Nr.-4-Hit in Italien, Girls got a brand new toy). Danach verkaufte er sein Unternehmen und folgte einem Angebot aus Hollywood.

## Berufswandel in den USA und in China
Von 1988 bis 1991 arbeitete Klopprogge als Produktentwickler und in der Film- und Medienfinanzierung, es folgte sein erstes Projekt in China. Als Suchender nach chinesischen Filmfirmen für internationale Projekte gründete er 1993 RTV China/Yerumedi in Peking, Klopprogge arbeitete auch für das Ministry for Machinery and Electro Technology (STIP) und das Pekinger Gesundheitsministerium.

## Radio- und TV-Format-Entwicklung
1995 startete Axel Klopprogge in Peking die Yerumedi Media Production und wird mit ihr zum ersten Ausländer, der in China eine Medien-Produktionslizenz erhielt. Seine Programme für RTV China erreichen wöchentlich 120 Millionen Hörer. Als Pionier gründete er zusammen mit Music Radio Beijing das erste Media-Marketing-Joint-Venture‚ Beijing Airspace Media Marketing.
2001 erhielt seine zweite Firma‚ Shanghai Digital Standard, die erste Lizenz für interaktives TV in der VR China, aus der Klopprogge Video-On-Demand- und iPTV-Programme kreierte (Exklusivrechte für China, u. a. Scripts Network, Canadian Learning TV, Much Music, City TV).
Parallel entwickelte er Branded-Content-Formate zur Markenetablierung in China: Unter seiner Ägide wuchs etwa der Bekanntheitsgrad der Marke BAYER in China von einem auf über 53 Prozent („Healthy living brought to you by Bayer“). Weitere erfolgreiche PR/Branded Content Shows für Dove Chocolate, Henkell, die Wirtschaftsministerien des Landes Bayern und Brandenburg, Shell - Helix, China National Radio und Talk da Talk mit dem Host der Pekinger Olympiade, David Wu, folgten.
2005 startete mit Sprite – My Show das erste Casting-Format im chinesischen Fernsehen. Klopprogge erhielt mit Yerumedi den Zuschlag, aus den vier Gewinnern aus über 50.000 Bewerbern die Girlband Jade zu formieren und international zu vermarkten (Joint Venture mit UNIVERSAL/Shanghai Media Group). Nur acht Monate später hatte das Quartett in Deutschland, Frankreich, der Schweiz, Österreich, Malaysia und Hong Kong veröffentlicht und belegte als erster chinesischer Pop-Act Chartplatzierungen außerhalb des eigenen Landes.
Seit November 2007 erarbeitete und produzierte Axel Klopprogge das Sport-TV-Format I Never Give Up mit dem einstigen Nationaltorhüter Oliver Kahn als Partner. 2009 gründeten Klopprogge, Kahn und Dr. Peter Ruppert YES! Yerumedi Entertainment & Sports als Shareholder und brachten das Format als Torhüter-Casting ins chinesische Fernsehen – mit großem Erfolg. Seither wurde das Format in acht Ländern lizenziert. Seit 2011 arbeitet Axel Klopprogge wieder verstärkt in Deutschland und Europa.

## Vermarktung wissenschaftlicher Dienstleistungen
Seit 2015 ist Klopprogge in der Vermarktung von wissenschaftlichen Dienstleistungen und Intellectual Properties tätig. Zu den von Klopprogge vertretenen Unternehmen zählen u. a. MUTABOR TECHNOLOGIES des NATO-Brigade-Generals a. D. Manfred Opel (Flugzeugbau & Grenzkontrollsysteme) sowie Desert Stop (Produktion von mikroplastikfreien Lebensmitteln), Green 16 (alternative Energien) und Smarter Habitat (Zement & Sandfreie ökologische Baustoffe). Der Schwerpunkt Klopprogges und seiner Teams liegt in den Vereinigten Arabischen Emiraten, Pakistan, Uganda, dem Königreich Eswatini, Südsudan und Südafrika.